# (17806) Adolfborn
(17806) Adolfborn – planetoida z pasa głównego asteroid okrążająca Słońce w ciągu 3 lat i 188 dni w średniej odległości 2,31 j.a. Została odkryta 31 marca 1998 roku przez Petra Praveca. Nazwa planetoidy pochodzi od Adolfa Borna, czeskiego malarza i autora filmów animowanych. Przed jej nadaniem nazwy planetoida nosiła oznaczenie tymczasowe (17806) 1998 FO73.